# 联合国安全理事会第14号决议
《联合国安理会14号决议》是1946年12月16日在联合国安全理事会第84次会议上通过的。
决议决定将安理会各成员国轮值主席的时间调整为每月1日至月底，在当年12月后半月的过渡期内，由原轮值主席美国代表延期担任主席。